# 한국농촌경제연구원
한국농촌경제연구원(韓國農村經濟硏究院, Korea Rural Economic Institute, KREI)은 농림경제 및 농어촌사회 발전에 관한 종합적인 조사연구를 수행함으로써 국민경제 발전과 국민복지 증진에 이바지하기 위하여 1978년 4월 설립된 국무총리(국무조정실) 산하 경제인문사회연구회 소관의 기타공공기관이다. 서울특별시 동대문구 회기로 117-3에 위치하고 있었으나 혁신도시 사업에 따라 2015년에 전라남도 나주시 빛가람로 601로 이전하였다.

## 주요기능 및 역할
- 중장기 농림경제계획 및 정책수단에 관한 조사연구
- 농림부문의 단기정책에 관한 조사연구
- 농식품 정책에 관한 조사연구
- 농어촌민의 복지증진 및 농어촌사회문제에 관한 조사연구
- 국제 농업협력에 관한 연구
- 농업관측을 통한 품목별 수급동향 및 중장기 전망 연구
- 농림업 정책의 국민 이해증진을 위한 조사연구 및 대국민 여론조사·홍보
- 국내외 연구기관과의 공동연구
- 정부 및 국내외 공공기관 및 민간단체등으로부터의 연구용역 수탁
- 연구결과의 출판 및 배포
- 관계기관의 공무원 및 기타 단체의 직원의 수탁 연수

## 연혁
- 1978년 4월 1일 재단법인 한국농촌경제연구원 설립
- 1978년 12월 5일 한국농촌경제연구원 육성법 제정 공포
- 1995년 9월 27일 부설 농림기술관리센터 설치
- 1999년 1월 29일 연구원설립근거법 변경 (한국농촌경제연구원 육성법 → 정부출연연구기관등의 설립운영 및 육성에 관한 법률)
- 2005년 4월 28일 부설 농촌정보문화센터 설치
- 2009년 9월 16일 부설 농림기술관리센터 폐지 (농림수산식품과학기술 육성법에 의거 농림수산식품기술기획평가원으로 별도 법인화)
- 2012년 5월 23일 부설 농촌정보문화센터 폐지 (농어업·농어촌 및 식품산업 기본법에 의거 농림수산식품교육문화정보원으로 별도 법인화)
- 2014년 1월 1일 국제농업개발협력센터 신설
- 2015년 7월 1일 삶의질정책연구센터, 농식품정책성과관리센터 신설
- 2015년 8월 3일 광주전남공동혁신도시로 기관 이전

## 조직

### 한국농촌경제연구원장
- 감사
  - 감사실

#### 거시농정연구본부
- 농업구조연구실
- 글로벌연구실
- FTA이행지원센터
  - 총괄지원팀
  - 조사분석팀
  - 영향평가팀

- 국제농업개발협력센터
- 농식품정책성과관리센터
  - 성과관리팀
  - 규제영향평가팀
  - 데이터농정팀

#### 농산업혁신연구본부
- 신산업연구실
- 농업인력연구실
- 유통혁신연구실

#### 식량경제연구본부
- 곡물경제연구실
- 축산경제연구실
- 원예경제연구실
- 식품경제연구실

농촌환경연구본부
- 농촌정책연구실
- 자원환경연구실
- 삶의질정책연구센터
  - 조사연구팀
  - 점검평가팀

#### 농업관측센터
- 원예실
  - 엽근채소관측팀
  - 양념채소관측팀
  - 과일과채관측팀
  - 산지조사팀
- 축산관측팀
- 곡물관측팀
- 해외농업관측팀
- 모형연구팀
- 관측기획실

#### 반려동물복지연구단
기획조정실
- 연구기획평가팀
- 예산경영팀
- 성과확산팀

경영지원실
- 인사팀
- 총무팀
- 시설팀
- 회계팀

지식정보화실
- 학술정보팀
- IT팀

## 소속기관
- 중국사무소

### 같이 보기
- 농어촌연구원
- 농어업농어촌연구소